# Microcithara
Microcithara is een geslacht van weekdieren uit de klasse van de Gastropoda (slakken).

## Soorten
- Microcithara cithara (Reeve, 1859)
- Microcithara harpiformis (G. B. Sowerby I, 1832)
- Microcithara uncinata (G. B. Sowerby, 1832)